# دونجوانية
الدونجوانية أو متلازمة دون جوان، هو مصطلح غير سريري يشير إلى رغبة الرجل في إقامة علاقات جنسية مع العديد من الشريكات. يستمد المصطلح اسمه من شخصية دون جوان في الأوبرا والأدب. وأحيانًا يُستخدم مصطلح فرط النشاط الجنسي كمرادف لدون جوانية. كما تم اعتباره المعادل الذكوري لحالة نيمفومانيا (Nymphomania) لدى النساء. ومع ذلك، لم يعد أي من هذه المصطلحات يُستخدم بدقة كتصنيف نفسي أو قانوني للاضطرابات النفسية.

## علم النفس التحليلي
يعتقد طبيب علم النفس كارل يونغ بأنها رغبة لا شعورية من رجل يبحث من خلالها عن أمه في كل النساء اللاتي يواجههن. غير أنه لا يجدها صفة سلبية بالكامل. يرى يونغ بأن الجوانب الإيجابية للدنجوان تتضمن: البطولة، والمثابرة، وقوة الإرادة. دونج يعزو ذلك إلى تعلقه بعقدة الأم.

## التحليل النفسي
سيغموند فرويد درس الروابط بين التعلق بالأم و سلسلة طويلة من الإرتباطات العاطفية في أول مقالاته في 'علم النفس الحب'; في حين نشر أوتو رانك مقالا في «بنية الدونجوان» في عام 1922. أوتو فنشل رأى بأن الدنجوانية مرتبطة مع البحث وراء الإشباع نرجسي وإثبات الإنجاز (كما يحدث في الغزوات). كما وصف ما أسماه 'إنجاز الدونجوان' – الناس يضطرون إلى الفرار من إنجاز إلى آخر في اللاوعي ولكنهم لا ينهون السعي وراء التغلب على الشعور اللاواعي بالذنب. شاندور فيرنشي شدد على الخوف من العقاب (الجحيم) في متلازمة ، وربط ذلك عقدة أوديب.
التحليل النفسي المعاصر يؤكد على إنكار الواقع النفسي وتجنب التغيير ضمن هوية الدونجوان في السعي وراء تعدد الإناث.